# 萨巴蒂尼花园

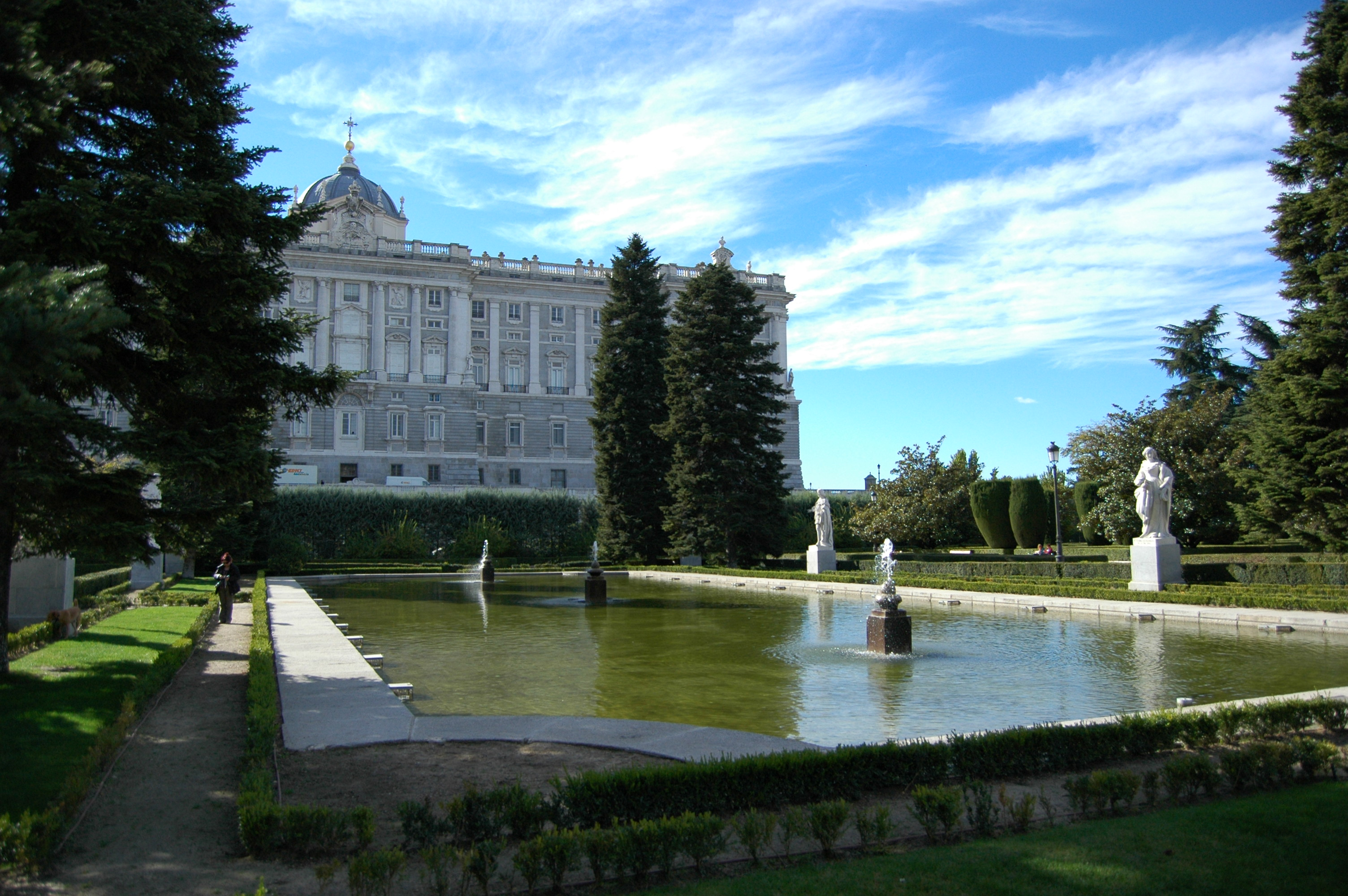
萨巴蒂尼花园

萨巴蒂尼花园（西班牙语：Jardines de Sabatini）是马德里王宫的一部分，1978年西班牙国王胡安·卡洛斯一世将其对公众开放。萨巴蒂尼花园得名于它的设计者，18世纪意大利建筑师弗朗切斯科·萨巴蒂尼。此前这个位置曾是王宫的马厩。
1933年，开始清理王宫的马厩，兴建园林，直到20世纪70年代后期才建成。花园为新古典主义建筑风格，形成对称的几何图案，装点着一个水池，雕塑和喷泉，树木也经过几何形状对称处理。